# Sannes fødselsdag
|  | Denne artikel er oprettet af botten Steenthbot ud fra en ekstern database. Den kan derfor have sproglige fejl eller mangler. Denne skabelon kan fjernes efter kontrol af indholdet. |

Sannes fødselsdag er en dansk kortfilm fra 2012 instrueret af Kerren Lumer-Klabbers efter eget manuskript.

## Handling
Sanne får en meget hemmelig idé, der involverer et glas Nutella og en sliklysten hund. Til sin store rædsel bliver hun afsløret, da familien holder surprisefest for hende. Denne film sætter fokus på et meget tabubelagt emne på en sjov og underholdende måde.